# Młyn w Dąbrowicach (powiat kutnowski)
Młyn w Dąbrowicach – młyn motorowy wybudowany w 1948 r. w Dąbrowicach, w powiecie kutnowskim, w województwie łódzkim.

## Historia
W pierwszych latach powojennych podjęto pracę nad budową młyna w Dąbrowicach. Jego pierwszym właścicielem był Mieczysław Krygier. Budowę ukończono w 1948 r. W latach 1949-1956 budynek był użytkowany jako magazyn zbożowy pod zarządem Gminnej Spółdzielni "Samopomoc Chłopska" w Dąbrowicach. W 1956 r. na skutek zmian w polityce wewnętrznej państwa młyn trafił ponownie do Mieczysława Krygiera, który uzyskał zgodę na jego uruchomienie. W 1958 r. młyn podjął pracę. Młyn wyposażony był w walce, śrutownik i maszyny czyszczące. W kolejnych latach wyposażenie ulegało modernizacjom. Od momentu podjęcia pracy młyn był zelektryfikowany. W okresie PRL moc przemiałowa wynosiła ok. 10 t zboża na dobę. W latach 90. produkcja zmniejszyła się do około 1 t zboża na dobę. W 2024 r. młyn jest czynny.